# GP Région Wallonne
De GP Région Wallonne was een veldrit die sinds 2000 jaarlijks werd georganiseerd in de Belgische gemeente Dottenijs. De laatste paar jaar werd de wedstrijd verreden op en rond het Circuit Spa-Francorchamps. Na 2016 is de wedstrijd van de kalender verdwenen.
In het najaar van 2013 leek het er op dat de editie van dat jaar de laatste zou worden, maar later die winter werd een doorstart geregeld. De GP Région Wallonne zou voortaan op Circuit Spa-Francorchamps worden gehouden en onderdeel uitmaken van de Superprestige veldrijden. De eerste editie op het circuit van Spa vond plaats op 23 november 2014.  De laatste in november 2016.

## Erelijst

### Mannen
| Datum      | Klassement    | Winnaar           | Tweede               | Derde               |
| ---------- | ------------- | ----------------- | -------------------- | ------------------- |
| 03/12/2016 | Superprestige | Wout van Aert     | Mathieu van der Poel | Toon Aerts          |
| 13/12/2015 | Superprestige | Wout van Aert     | Sven Nys             | Kevin Pauwels       |
| 23/11/2014 | Superprestige | Kevin Pauwels     | Lars van der Haar    | Tom Meeusen         |
| 12/10/2013 | Losse cross   | Marcel Meisen     | Niels Albert         | Klaas Vantornout    |
| 03/11/2012 | Losse cross   | Niels Albert      | Marcel Meisen        | Gerben de Knegt     |
| 05/11/2011 | Losse cross   | Niels Albert      | Zdeněk Štybar        | Radomír Šimůnek jr. |
| 13/11/2010 | Losse cross   | Francis Mourey    | Martin Zlámalík      | Gerben de Knegt     |
| 14/11/2009 | Losse cross   | Niels Albert      | Francis Mourey       | Enrico Franzoi      |
| 11/10/2008 | Losse cross   | Sven Nys          | Rob Peeters          | Niels Albert        |
| 13/10/2007 | Losse cross   | Sven Nys          | Francis Mourey       | Bart Wellens        |
| 14/10/2006 | Losse cross   | Sven Nys          | Kamil Ausbuher       | Gerben de Knegt     |
| 01/10/2005 | Losse cross   | Bart Wellens      | Sven Nys             | Sven Vanthourenhout |
| 30/10/2004 | Losse cross   | Davy Commeyne     | Mario De Clercq      | Sven Vanthourenhout |
| 05/10/2003 | Losse cross   | Bart Wellens      | Sven Nys             | Ben Berden          |
| 26/10/2002 | Losse cross   | Sven Nys          | Mario De Clercq      | Sven Vanthourenhout |
| 27/10/2001 | Losse cross   | Mario De Clercq   | Marc Janssens        | Arne Daelmans       |
| 28/10/2000 | Losse cross   | Kipcho Volckaerts | Tom Vannoppen        | Arne Daelmans       |

### Vrouwen
| Datum      | Klassement    | Winnaar         | Tweede       | Derde             |
| ---------- | ------------- | --------------- | ------------ | ----------------- |
| 03/12/2016 | Superprestige | Thalita de Jong | Sanne Cant   | Christine Majerus |
| 13/12/2015 | Superprestige | Helen Wyman     | Nikki Harris | Sanne van Paassen |
| 23/11/2014 | Superprestige | Nikki Harris    | Helen Wyman  | Ellen Van Loy     |

2000 ·
2001 ·
2002 ·
2003 ·
2004 ·
2005 ·
2006 ·
2007 ·
2008 ·
2009 ·
2010 ·
2011 ·
2012 ·
2013 ·
2014 ·
2015 ·
2016
Seizoen 2024-2025

 Cyclocross Ruddervoorde (1998-heden) ·  Druivencross Overijse (1983-2000, 2023-heden) ·  Jaarmarktcross Niel (2020-heden) ·  Vlaamse Aardbeiencross Merksplas (1999-heden) ·  Zilvermeercross (2024) ·  Cyclocross Diegem (1982-2019, 2020-heden) ·  Cyclocross Gullegem (2023 en 2025) ·  Noordzeecross Middelkerke (2011-2021, 2023-heden)

Voormalig

 GP Eric De Vlaeminck Zolder (2020-2023) ·  Niels Albert CX Boom (2017-2023) ·  Cyclocross Asper-Gavere (1983-2022) ·  Cyclocross Gieten (1989-2021) ·  Cyclocross Zonhoven (2010-2019) ·  GP Région Wallonne (2014-2016) ·  Bollekescross Hamme (2004-2013) ·  GP Fidea Vorselaar (2002-2010) ·  Internationale cyclocross Veghel-Eerde (2007-2008) ·  Superprestige Sint-Michielsgestel (1998, 2000-2006) ·  Cyclocross Raismes (2004) ·  Cyclocross Harnes (1999-2003)